# Christoph Schlichting
Christoph Schlichting (* 19. Oktober 1995 in Lübeck) ist ein deutscher Handballspieler.

## Karriere
Schlichting begann das Handballspielen beim ATSV Stockelsdorf. Im Jahre 2012 wechselte der 2,00 Meter große Kreisläufer zum VfL Bad Schwartau, wo er anfangs im Jugendbereich und später für die U23-Mannschaft auflief. Nachdem Schlichting in der Saison 2014/15 erste Spielanteile in der 2. Bundesliga erhielt, gehörte er ab der Saison 2015/16 dem Kader der 1. Herrenmannschaft des VfL Bad Schwartau (seit 2017 VfL Lübeck-Schwartau) an. Ab dem November 2016 besaß er bis zum Saisonende 2016/17 ein Zweitspielrecht für den Drittligisten Mecklenburger Stiere Schwerin. In der Saison 2018/19 lief er für den Drittligisten HSG Ostsee N/G auf. Anschließend wechselte er zum HC Rhein Vikings. Im Sommer 2020 kehrte er zur HSG Ostsee N/G zurück. Nach der Saison 2022/23 verließ er die HSG Ostsee N/G.